# Бубнов, Валерий Андрианович
Валерий Андрианович Бубнов (род. 25 сентября 1938, Окатово, Калининская область) — доктор технических наук (1990), профессор (1991), заслуженный машиностроитель Российской Федерации (1996). Почётный гражданин города Кургана (2014).

## Биография
Валерий Андрианович Бубнов родился 25 сентября 1938 года в деревне Окатово Пеньевского сельсовета Нерльского района Калининской области, ныне деревня входит в состав Старобисловского сельского поселения Калязинского района Тверской области.
Поступил в Калязинский машиностроительный техникум, который окончил в 1956 году. После окончания техникума, с августа 1956 года, работал на Курганском заводе химического машиностроения, где прошёл путь от наладчика до главного инженера завода «Курганхиммаш» и производственного объединения «Курганармхиммаш».
В 1968 году Валерий Бубнов окончил Курганский машиностроительный институт. 
В 1976 году защитил учёную степень кандидата технических наук в специализированном Совете Уральского политехнического института им. С. М. Кирова. Диссертация: «Исследование параметров формообразования при гибке труб с внутренним дидростатическим давлением и растяжением и исходных условий проектирования оборудования»
В 1990 году Валерий Андрианович Бубнов защитил докторскую диссертацию в Уфимском нефтяном институте. Диссертация: «Повышение точности и несущей способности базовых деталей химических машин и аппаратов методами пластического деформирования».
В 1991 году перешёл работать в Курганский машиностроительный институт на должность заведующего кафедрой «Теоретическая механика и сопротивление материалов», был избран профессором. 30 сентября 1995 года КМИ преобразован в Курганский государственный университет, где до сентября 2011 года В.А. Бубнов был заведующим этой кафедры. В 2000 году по его инициативе была начата подготовка инженеров по специальности «Машины и аппараты пищевых (перерабатывающих) производств», но в 2009 году прием на эту специальность был приостановлен.
Занимался разработкой ресурсосберегающей технологии производства кольцевых деталей машин и аппаратов на основе применения калибровки пластическим растяжением и пластическим обжатием, вел научное руководство работой по созданию металлосберегающих конструкций роторов маятниковых центрифуг, занимался разработкой прогрессивных металлосберегающих конструкций гуммированного оборудования, разработал способ гибки труб с внутренним гидростатическим давлением и растяжением, внедрённый на заводе «Курганхиммаш».
Был избран депутатом Октябрьского районного Совета народных депутатов; членом парткома КПСС; профкома предприятий, на которых работал; учёного Совета Курганского государственного университета. Работал в обществе «Знание», был в составе региональных специализированных Советов при других высших учебных заведениях Российской Федерации..
Валерий Андрианович Бубнов поддерживает научные связи с Московским государственным техническим университетом имени Н. Э. Баумана, Оренбургским государственным университетом, Московским НИИ «ХИММАШ» и рядом машиностроительных заводов в городе Кургане.

## Научные труды
Валерий Андрианович является автором более 120 печатных научных и научно-методических трудов, 13 авторских свидетельств и патентов на изобретения.
- Бубнов В.А. Химическое машиностроения в Зауралье. — Курган: Зауралье, 1996. — 164 с. — 2500 экз. — ISBN 5-87247-086-x.[7]
- Бубнов В.А. Развитие машиностроения в Зауралье. — Курган: Зауралье, 2000. — 480 с. — 6000 экз. — ISBN 5-87247-184-x.

## Награды и звания
- Заслуженный машиностроитель Российской Федерации, 1996 год
- Орден Трудового Красного Знамени.
- Медаль «За доблестный труд. В ознаменовании 100-летия со дня рождения В. И. Ленина», 1970 год[5].
- Медаль «Ветеран труда»[5].
- Почётный гражданин города Кургана, 2014 год
- Лауреат премии Губернатора Курганской области в сфере науки, техники и инновационной деятельности, 2000 год[2].
- Благодарственные письма Губернатора и Правительства Курганской области.

## Семья
- Старший брат Николай, участник Великой Отечественной войны, педагог
- Жена Людмила Михайловна, конструктор на заводе «Курганхиммаш»
  - Дочь Лариса, врач-невропатолог, заместитель главного врача городской поликлиники в Нижнем Тагиле
  - Сын Сергей, инженер-конструктор, работает на предприятии «Сенсор» в Кургане.